# Piotrówka
Piotrówka neboli Petersgrätz (česky Petrův Hradec, Petrovice, německy Petersgrätz) je dvojjazyčná vesnice ve správním obvodu gmina Jemielnica v okrese Strzelce v Opolském vojvodství v jihozápadním Polsku a Horním Slezsku. Leží přibližně 3 km severně od obce Jemielnica a 34 km východně od krajského města Opolí. Obec má 1000 obyvatel. Německé místní jméno Petersgrätz se v listopadu 2008 stalo oficiálním.

## Historie
Osada Petrovice v pruském Slezsku byla založena v roce 1832 šedesáti rodinami potomků českých exulantů z doby pobělohorské. Tyto rodiny čítající celkem 258 dospělých a 58 dětí pocházely z 15 km vzdálené české exulantské kolonie Friedrichův Hradec v Krašejovském lese. Hradecký pastor Petr Šikora (1797–1837) pomohl rodinám přelidnělé kolonie získat pozemky v hlubokých lesích bývalého jemielnického kláštera. Každá rodina obdržela 5 ha lesní půdy s právem vlastnictví a dědictví za pozemkovou daň. Vděční osadníci proto pojmenovali nově vznikající kolonii po svém kazateli Petrovi Šikorovi jako Petrův Hradec (čili Petrovice). V roce 1836 zde stálo 42 domů a 17 provizorních chat. Neúrodná půda a chudoba vedla některé z osadníků k prodeji svých pozemků obyvatelům Jemielnice a Gąsiorowic. V roce 1841 byla otevřena protestantská škola, kterou v roce 1882 nahradila nová budova. Šedesát let patřila kolonie pod evangelickou reformovanou farnost ve Friedrichově Hradci, v roce 1892 byl v Petrovicích postaven vlastní evangelický kostel. Při plebiscitu v Horním Slezsku v březnu 1921 hlasovalo 639 vesničanů pro setrvání v Německé říši. Pro připojení k nově vytvořené druhé Polské republice bylo 169 obyvatel. Proto Petersgrätz zůstal jako součást Výmarské republiky Německu. V roce 1939 zde žilo 1525 obyvatel, z toho 300 bylo katolického vyznání.
V lednu 1945 byl Friedrichův i Petrův Hradec kvůli válce evakuován a celou oblast obsadila Rudá armáda. Když se evakuované české rodiny vrátily, jejich usedlosti byly obsazeny Poláky, kteří byli vysídleni z měst Biłka Królewska a Radotycz a jejich domovy na východě připadly Sovětskému svazu. Petrův Hradec byl přejmenován na Piotrogród (Petrohrad), později na Piotrówku. Protestantský kostel byl prohlášen za katolický a osud Čechů vyhnaných z jejich domovů nikoho nezajímal. Běžencům nabídlo azyl Německo a mnoho českých vyhnanců tuto nabídku přijalo. Teprve před Vánoci, dne 17. prosince 1945, byl zbytek českých obyvatel, bezdomovců z Friedrichova Hradce a Petrovic,  repatriován do pohraničí ČSR v jediném transportu. Obyvatelé Vilémova a Lubína se však slíbeného transportu nedočkali. 
Polská historie tohoto místa se odvíjí až od ukončení druhé světové války, kdy Poláci násilně vyhnali z nově nabytého území místní obyvatelstvo a odmítli tolerovat národnostní menšiny.  

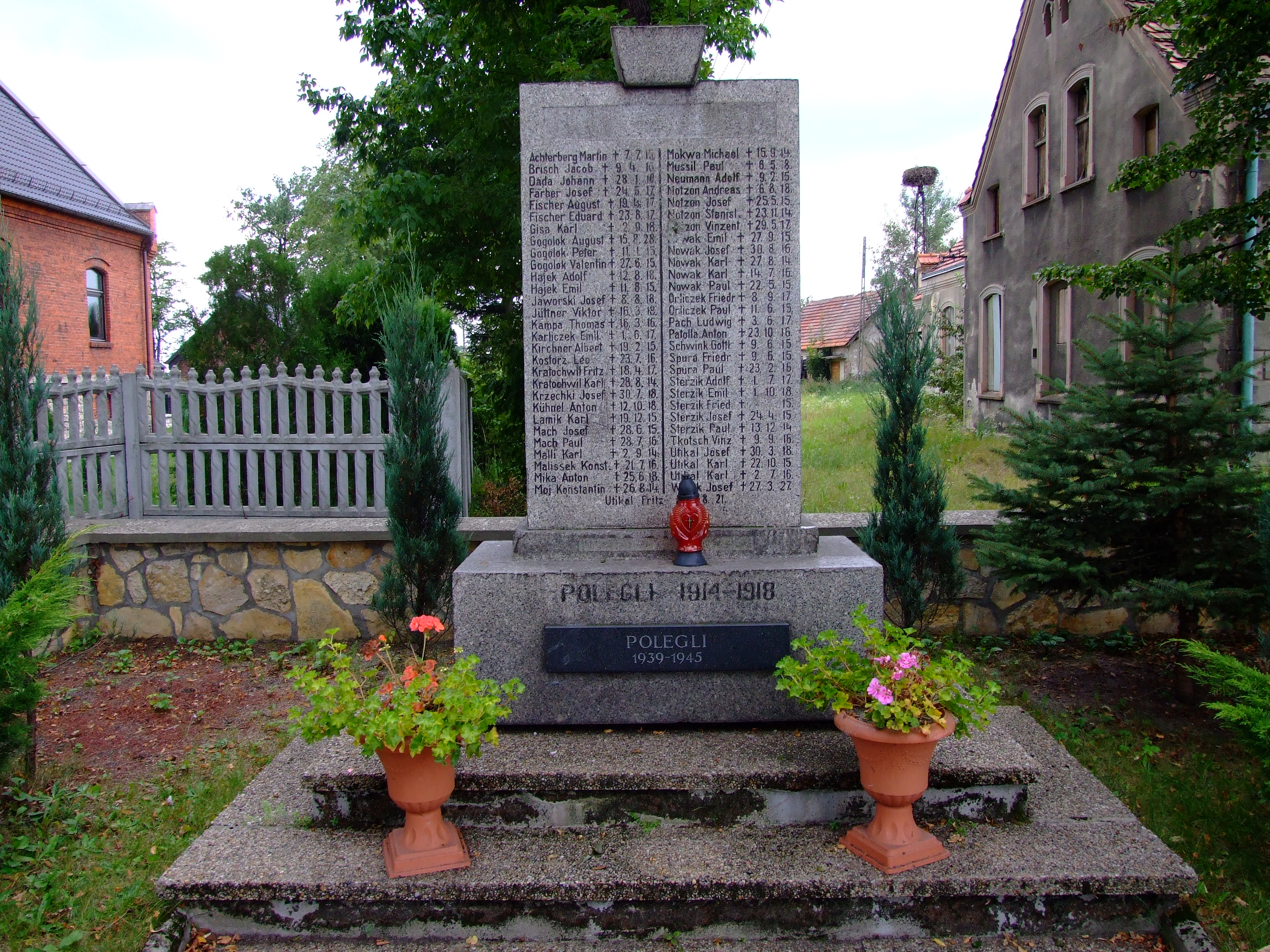

## Znak obce
Obec má ve znaku jedli, na které sedí sýkorka. Sýkorka je připomínkou jména výše zmíněného pastora Petra Šikory (Schikora). Hrob P. Šikory se nachází ve Friedrichově Hradci a v roce 2000 byl potomky pobělohorských exulantů obnoven.

## Pomník
Ve vesnici je pomník věnovaný místním obětem první světové války. 

## Galerie

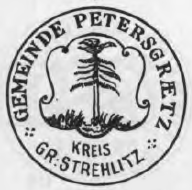
Historická pečeť
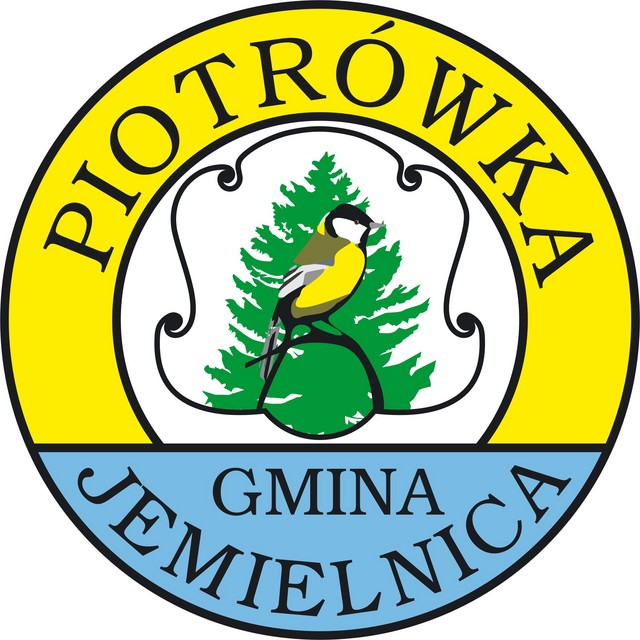
Znak obce
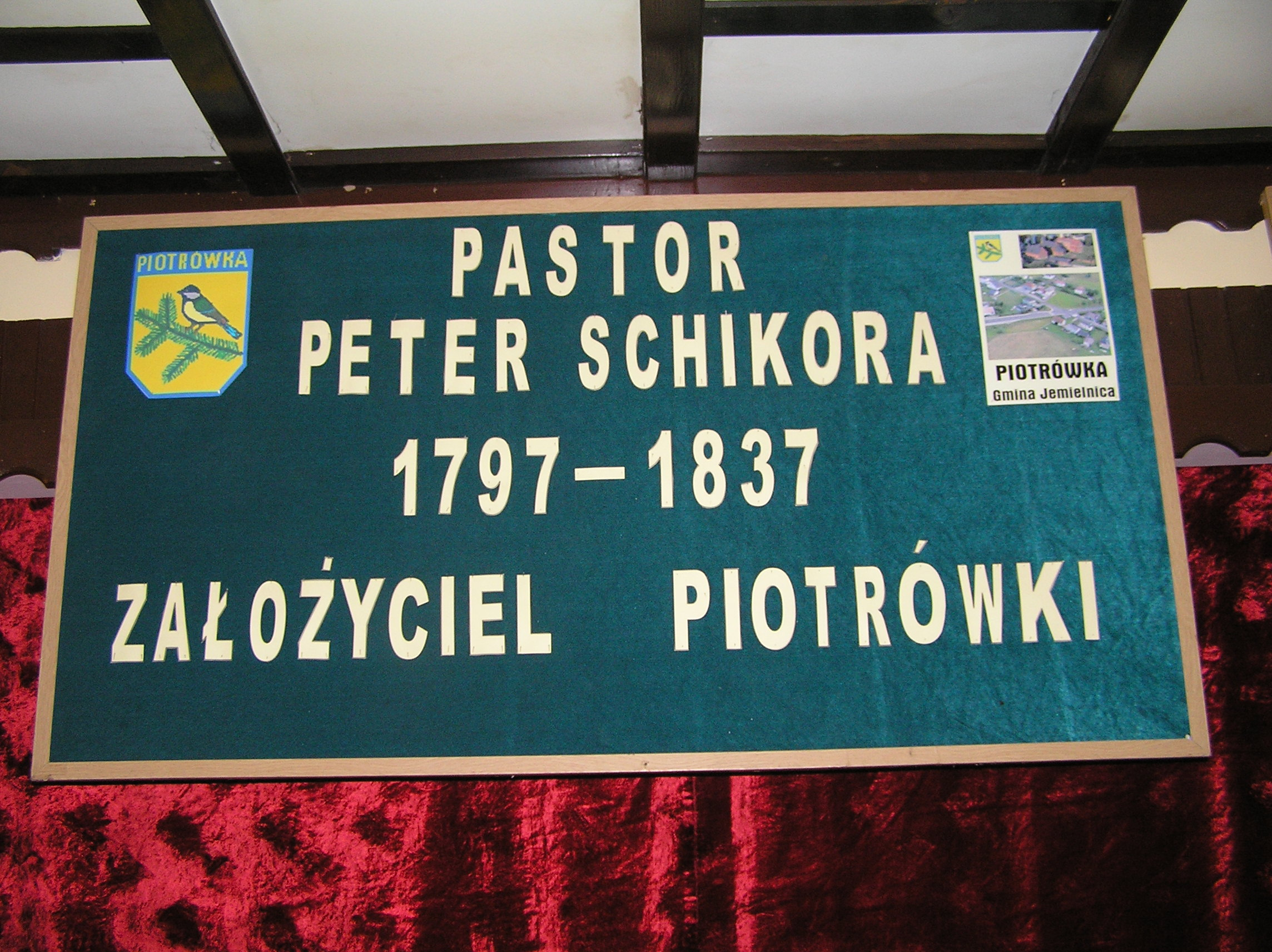
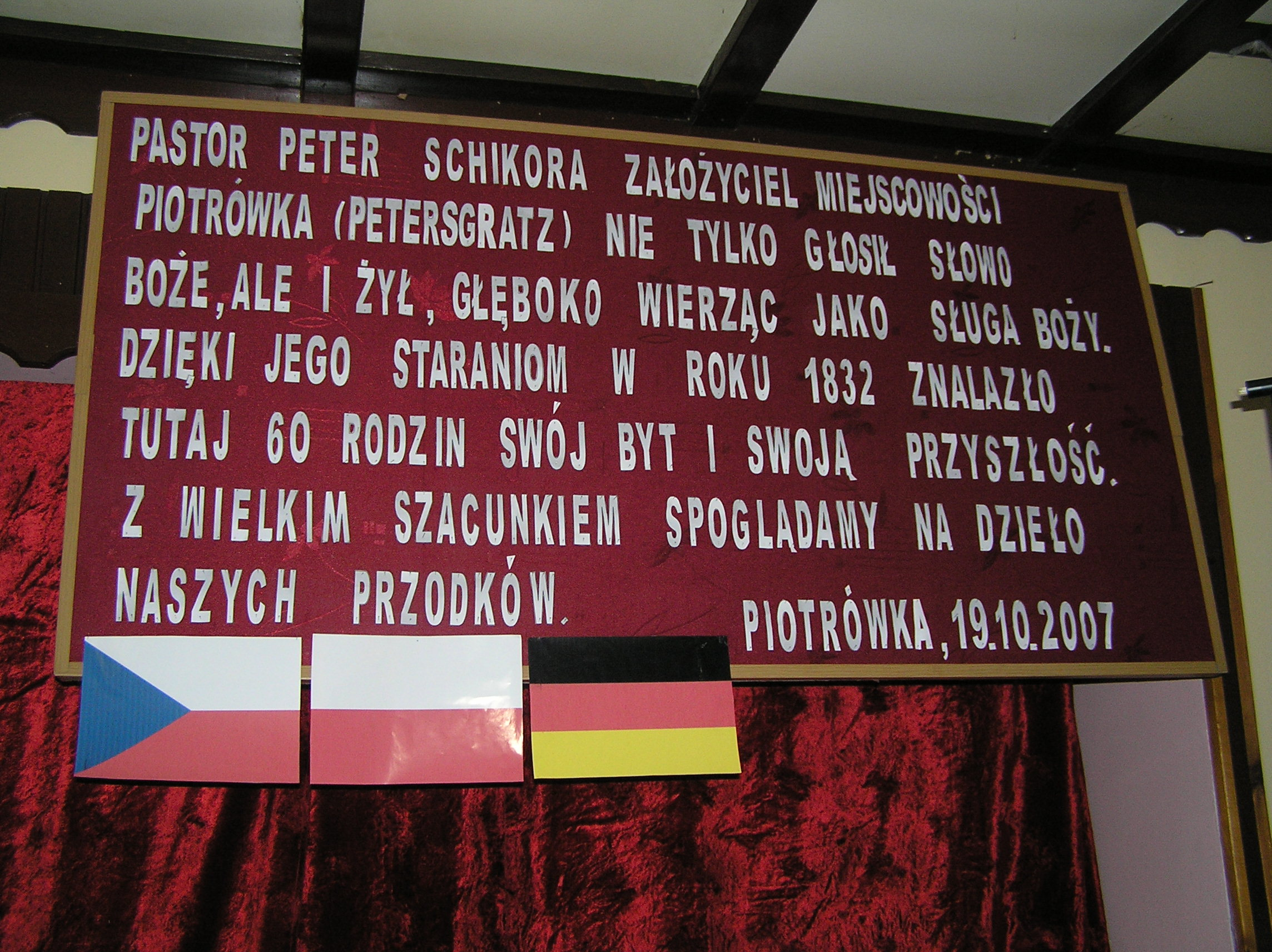
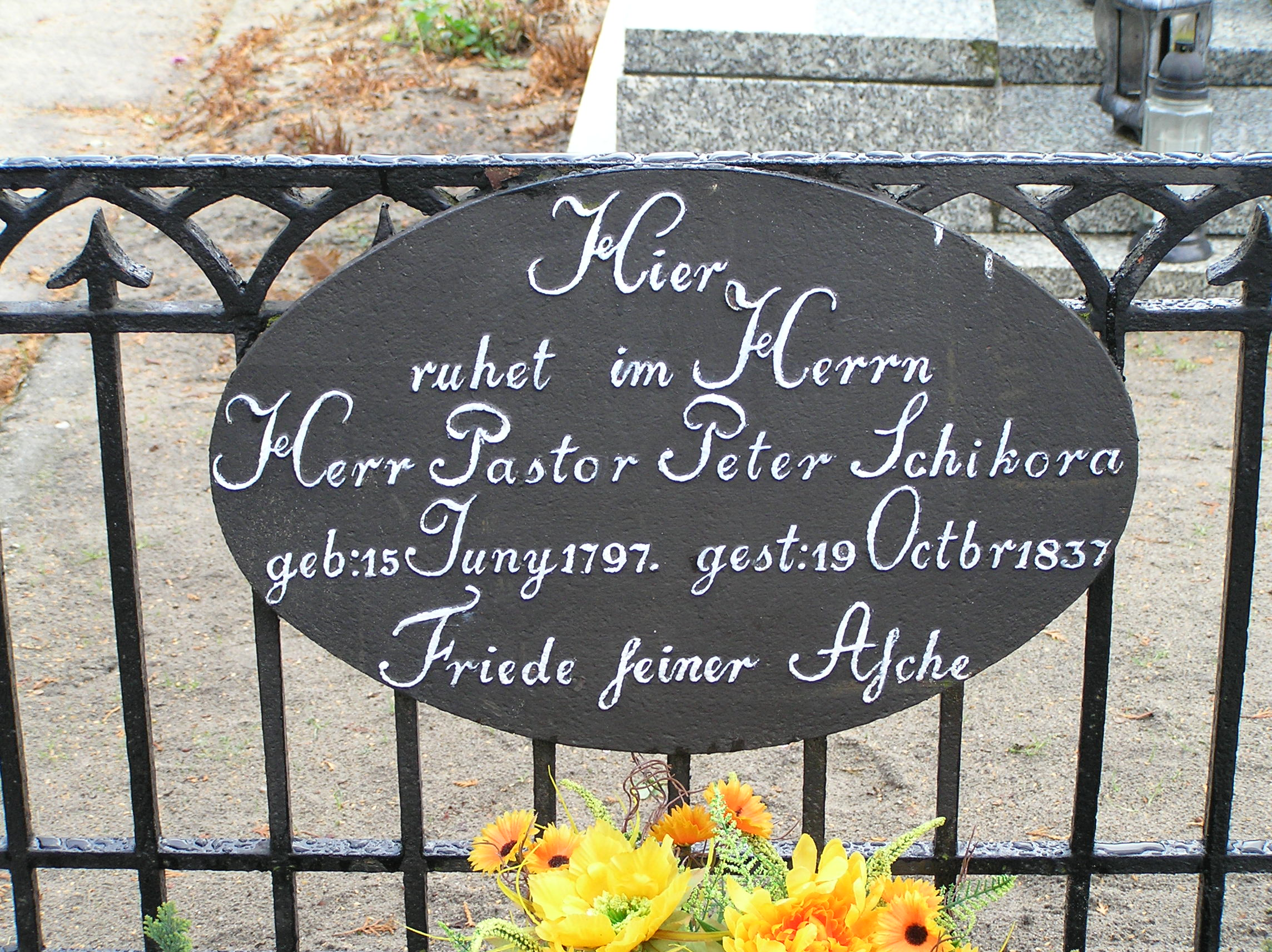
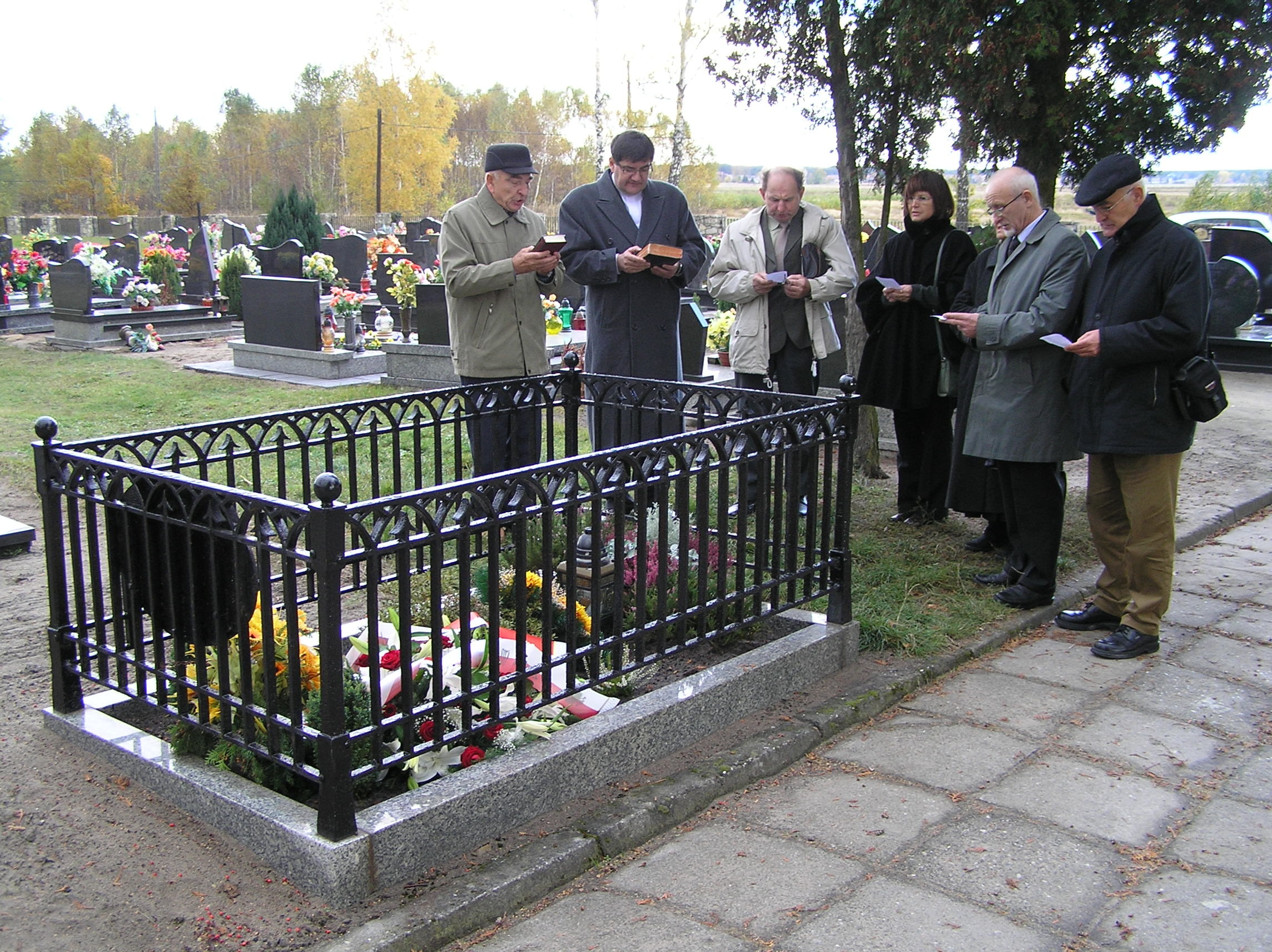